# Andrena opercula
Andrena opercula är en biart som beskrevs av Wu 1982. Andrena opercula ingår i släktet sandbin, och familjen grävbin. Inga underarter finns listade i Catalogue of Life.